# Apocalypse 91… The Enemy Strikes Black
Apocalypse 91… The Enemy Strikes Black — музичний альбом гурту Public Enemy. Виданий 3 жовтня 1991 року лейблом Def Jam / Columbia. Загальна тривалість композицій становить 51:54. Альбом відносять до напрямку хіп-хоп. 

## Список пісень
1. «Lost at Birth»
2. «Rebirth»
3. «Nighttrain»
4. «Can't Truss It»
5. «I Don't Wanna Be Called Yo Niga»
6. «How to Kill a Radio Consultant»
7. «By the Time I Get to Arizona»
8. «Move!»
9. «1 Million Bottlebags»
10. «More News at 11»
11. «Shut 'em Down»
12. «A Letter to the New York Post»
13. «Get the Fuck Outta Dodge»
14. «Bring the Noise»